# Valentina Esposito
Valentina Esposito (Nápoles, Italia, 15 de diciembre de 1986) es una futbolista italiana. Juega de centrocampista y defensa y su equipo actual es el Calcio Femminile Chieti de la Serie C de Italia.

## Trayectoria
Formada en el Venus Arzano, tras la fusión de este club con el Calciosmania, de la que nació el Napoli C.F., se agregó al nuevo equipo. Debutó con el Napoli el 8 de octubre de 2006, contra el CUS Cosenza, en la Serie B (en ese entonces, la tercera división italiana de fútbol femenino). Marcó su primer gol con las azzurre el 19 de noviembre de 2006, en un partido de visitante ante el Marsala. La temporada siguiente ganó la liga de Serie B, ascendiendo a la Serie A2 (segunda división de ese entonces). En la fecha 1 de la temporada, anotó su primer tanto contra el Acmei, en Bari.
Después de cuatro temporadas seguidas en Serie A2, el 21 de abril de 2012 el Napoli logró el matemático ascenso a la Serie A al ganar 5 a 1 contra el Acese. Marcó su primer gol en la máxima categoría el 2 de febrero de 2013 contra el Pordenone. En el verano de 2014 fichó por el Torres, pero volvió al Napoli después de una sola temporada en Sassari.
Es la segunda futbolista con más presencias en el Napoli.

## Clubes
| Club               | País   | Año         |
| ------------------ | ------ | ----------- |
| Napoli C.F.        | Italia | 2006 - 2014 |
| S.E.F. Torres 1903 | Italia | 2014 - 2015 |
| Napoli C.F.        | Italia | 2015 - 2017 |
| Calcio Pomigliano  | Italia | 2019 - 2020 |
| C.F. Chieti        | Italia | 2020 - act. |

## Palmarés

### Campeonatos nacionales
| Título    | Club              | País   | Año         |
| --------- | ----------------- | ------ | ----------- |
| Serie B   | Napoli C.F.       | Italia | 2007 - 2008 |
| Serie A2  | Napoli C.F.       | Italia | 2011 - 2012 |
| Serie C/D | Calcio Pomigliano | Italia | 2019 - 2020 |